# Raducki Folwark
Raducki Folwark – wieś w Polsce położona w województwie łódzkim, w powiecie wieluńskim, w gminie Osjaków, przy drodze krajowej nr 74 z Wielunia do Piotrkowa Trybunalskiego.
W latach 1954-1958 wieś byłą siedzibą gromady Raducki Folwark, po jej zniesieniu w gromadzie Osjaków. W latach 1975–1998 miejscowość administracyjnie należała do województwa sieradzkiego.
Tutaj 1.07.1915 r. urodził się Stefan Tomicki walczący jako pilot bombowca RAF-u w II wojnie światowej. Zginął 9.04.1943 w Holandii.